# World Series of Poker 1994
De World Series of Poker 1994 werd gehouden in de Binion's Horseshoe in Las Vegas van 16 april tot en met 10 mei. Het was de 25e editie van de World Series of Poker, het grootste pokerevenement ter wereld.

## Toernooien
| Event                               | Winnaar         | Prijs    | Tweede             |
| ----------------------------------- | --------------- | -------- | ------------------ |
| $1.500 Limit Hold'em                | Steven Sim      | $289.200 | Charles Brock      |
| $1.500 Seven Card Stud              | Johnny Chan     | $135.600 | Mansour Matloubi   |
| $1.500 Limit Omaha                  | Brent Carter    | $83.400  | Moxie Ungar        |
| $1.500 Seven Card Stud Split        | Vince Burgio    | $127.200 | Gary Hutzler       |
| $1.500 Seven Card Razz              | Mike Hart       | $88.800  | Tommy Hugnagle     |
| $1.500 Omaha 8 or better            | T.J. Cloutier   | $135.000 | Chris Björin       |
| $1.500 No Limit Hold'em             | George Rodis    | $135.000 | Phil Hellmuth Jr   |
| $1.500 Pot Limit Omaha              | O'Neil Longson  | $100.800 | J. C. Pearson      |
| $1.500 Pot Limit Hold'em            | Jay Heimowitz   | $148.200 | Quinton Nixon      |
| $2.500 Omaha 8 or better            | J. C. Pearson   | $103.000 | Mattias Rochnacher |
| $5.000 No Limit Deuce to Seven Draw | Lyle Berman     | $128.250 | Huck Seed          |
| $1.500 Ace to Five Draw             | J. J. Chun      | $93.000  | Steve Flickner     |
| $2.500 Limit Hold'em                | Mike Laving     | $212.000 | Fred Lieberman     |
| $2.500 Seven Card Stud              | Rodney Pardey   | $132.000 | Alan Boston        |
| $2,500 Pot Limit Omaha              | Huck Seed       | $167.000 | Lindy Chambers     |
| $2.500 Pot Limit Hold'em            | T.J. Cloutier   | $163.000 | Travis Dang        |
| $5.000 Seven Card Stud              | Roger Moore     | $144.000 | Adam Roberts       |
| $2.500 No Limit Hold'em             | John Heaney     | $220.000 | Hal Kant           |
| $5.000 Limit Hold'em                | Erik Seidel     | $210.000 | Mike Davis         |
| $1.000 Ladies' Seven Card Stud      | Barbara Enright | $38.400  | Natalie Ryke       |
| Press Invitational No Limit Hold'em | Bill Sykes      | $1.000   | Joe Saumarez Smith |

## Main Event
Het Main Event was het grootste toernooi van de World Series of Poker 1994. Het is een 10.000 dollar No-Limit Texas Hold'em toernooi. De winnaar van dit toernooi wordt gezien als de officieuze wereldkampioen poker. Er deden in totaal 268 spelers mee.

### Finaletafel
| Positie | Naam              | Prijs                                     |
| ------- | ----------------- | ----------------------------------------- |
| 1       | Russ Hamilton     | $1.000.000 + zijn eigen gewicht in zilver |
| 2       | Hugh Vincent      | $588.000                                  |
| 3       | John Spadavecchia | $294.000                                  |
| 4       | Vince Burgio      | $168.000                                  |
| 5       | Al Krux           | $100.800                                  |
| 6       | Robert Turner     | $50.400                                   |

### Andere hoge posities
| Positie | Naam             | Prijs   |
| ------- | ---------------- | ------- |
| 16      | Mansour Matloubi | $20.160 |
| 22      | Howard Goldfarb  | $16.800 |
| 24      | Bobby Baldwin    | $16.800 |
| 25      | Yoshio Nakano    | $16.800 |
| 26      | Annie Duke       | $16.800 |
| 27      | Donnacha O'Dea   | $16.800 |